# Santa Sofia
Santa Sofia – miejscowość i gmina we Włoszech, w regionie Emilia-Romania, w prowincji Forlì-Cesena.
Według danych na rok 2004 gminę zamieszkiwało 4266 osób, 28,8 os./km².